# Bau Corona
Bau Corona est une corona, formation géologique en forme de couronne, située sur la planète Vénus par 52,8° N et 259,3° E. Elle est localisée dans le quadrangle de Metis Mons. Elle a été nommée en référence à Bau, déesse sumérienne de la fertilité. 

## Géographie et géologie
Bau Corona couvre une surface circulaire d'environ 355 km de diamètre. 